# Amy Tong
Amy Y. Tong (Honolulu, 18 de octubre de 1977) es una deportista estadounidense que compitió en judo.
Ganó una medalla en los Juegos Panamericanos de 1999 y cuatro medallas en el Campeonato Panamericano de Judo entre los años 1998 y 2001.

## Palmarés internacional
| Juegos Panamericanos    | Juegos Panamericanos            | Juegos Panamericanos | Juegos Panamericanos |
| Año                     | Lugar                           | Medalla              | Categoría            |
| ----------------------- | ------------------------------- | -------------------- | -------------------- |
| 1999                    | Winnipeg (Canadá)               | Medalla de bronce    | –78 kg               |
| Campeonato Panamericano |                                 |                      |                      |
| Año                     | Lugar                           | Medalla              | Categoría            |
| 1998                    | Santo Domingo (Rep. Dominicana) | Medalla de bronce    | –78 kg               |
| 1999                    | Montevideo (Uruguay)            | Medalla de bronce    | –78 kg               |
| 2000                    | Orlando (Estados Unidos)        | Medalla de plata     | –78 kg               |
| 2001                    | Córdoba (Argentina)             | Medalla de bronce    | –78 kg               |